# Paula de San Antonio
Blahoslavená Paula de San Antonio, řeholním jménem María Gracia (1. června 1869, Valencie – 20. listopadu 1936, Paterna) byla španělská římskokatolická řeholnice kongregace Sester křesťanské doktríny a mučednice.

## Život
Narodila se 1. června 1869 ve Valencii jako dcera Vicenta a Leonardy.

Roku 1900 vstoupila do kongregace Sester křesťanské doktríny a přijala jméno María Gracia. Věnovala se výuce ve městě Turís. Byla velmi pokorná a ohleduplná ke všem lidem. Často opakovala lidem větu; 
| „ | Musíme se ptát, musíme se modlit, musíme radit. | “ |

Po národním povstání za Španělské občanské války dne 18. července 1936 jí a jejím spolusestrám bylo přikázáno od generální představené matky bl. Ángeles od sv. Josefa, aby odešly do soukromého domu na Maestro Chapí na okraji Valencie. V této době probíhalo protikatolické pronásledování. Zde se sestry s matkou představenou ukrývaly. Milicionáři zjistili jejich úkryt a 19. listopadu je přišli zatknout. Druhý den byly matka Ángeles, sestra María a dalších 13 sester odvedeny na jízdárnu Picadero de Paterna blízko Valencie. Po krutém mučení a zesměšňování byly sestry zastřeleny.

## Proces blahořečení
Její proces blahořečení byl zahájen 5. července 1965 v arcidiecézi Valencia spolu s dalšími šestnácti spolusestrami křesťanské doktríny.
Dne 6. července 1993 uznal papež sv. Jan Pavel II. jejich mučednictví. Blahořečeny byli 1. října 1995 spolu s dalšími 45 mučedníky Španělské občanské války.